# James Young

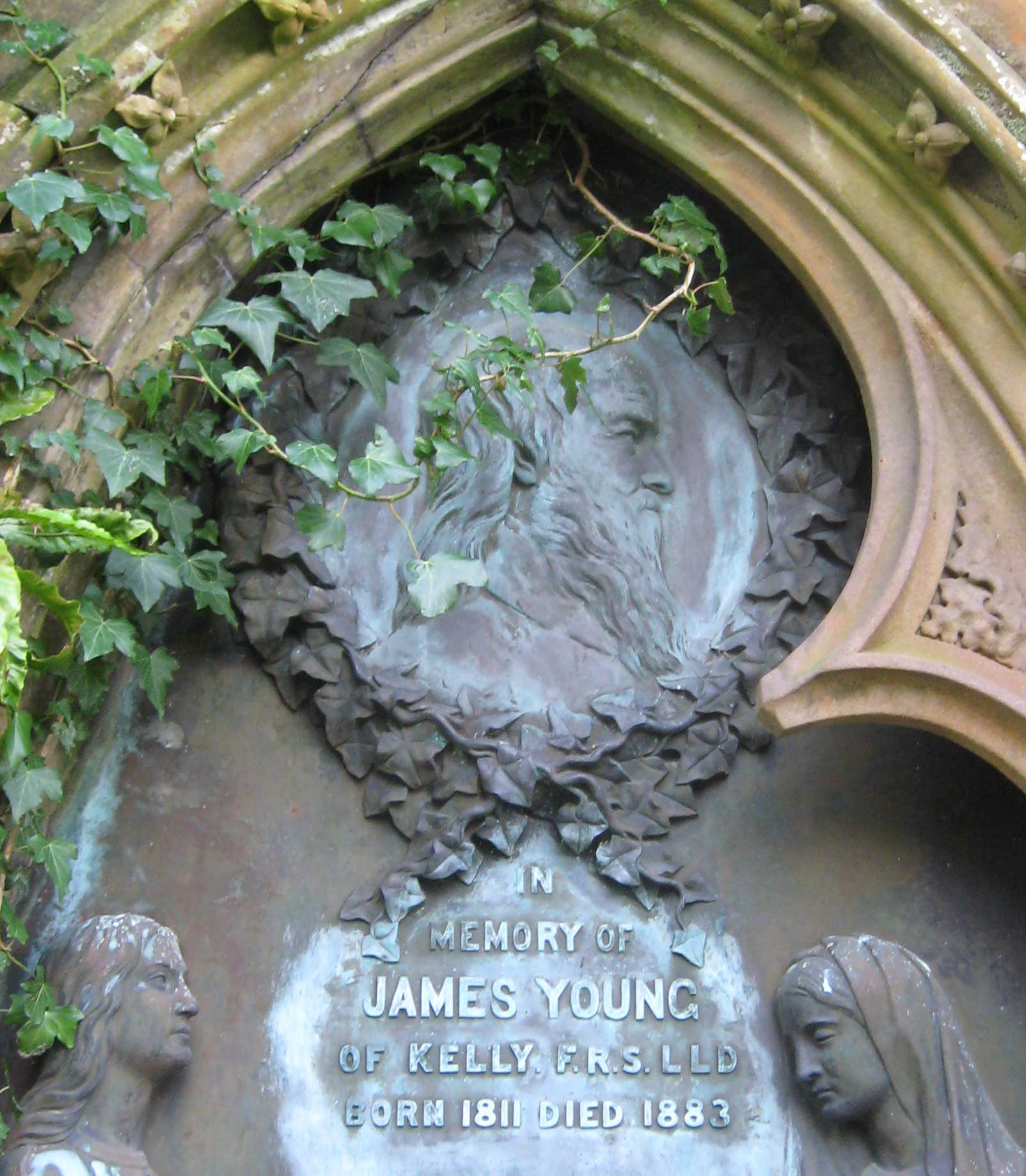
Retrat de James Young, a la seva tomba al cementiri de Inverkip.

|  | Per a altres significats, vegeu «James Young (jugador de bàsquet)». |

James Young   (Glasgow, 13 de juliol de 1811 - Wemyss Bay, 13 de maig de 1883) va ser un químic escocès conegut pel seu mètode de destil·lació de les parafines a partir de carbó i pissarra bituminosa.

## Biografia
James Young va nàixer a l'àrea de Drygate, a Glasgow, fill de John Young. Va ser aprenent del seu pare des de molt jove i posteriorment va estudiar a l'escola nocturna al col·legi d'Anderson's College (ara Universitat de Strathclyde) des dels 19 anys. Allà va conèixer Thomas Graham, qui acabava de ser nomenat com a professor de química i el 1831 Young va ser nomenat el seu ajudant i puntualment va impartir algunes de les seves classes. Mentre estudiava al Andreson's College, també va conèixer el famós explorador David Livingstone; La seva amistat va durar fins a la mort de Livingstone a Àfrica molts anys després.
En el seu primer article, datat del 4 de gener de 1837, Young descrivia una modificació d'una cel·la galvànica inventada per Faraday. El mateix any, es va traslladar amb Graham al University College de Londres, a Londres, on el va ajudar amb treball experimental.

## Carrera

### Química
El 1839 Young va ser nomenat mànager a l'empresa química James Muspratt de Newton-le-Willows, prop de St Helens, Merseyside, i el 1844 va anar a treballar a Tennants, Clow & Co., a Manchester, on va idear un mètode per produir estanat directament a partir de cassiterita.

### Míldiu de la patata
El 1845 va col·laborar en el comitè de la Societat de filosofia i literatura de Manchester per a la investigació del míldiu de la patata, i va suggerir de submergir les patates en àcid sulfúric diluït com a remei per combatre la malaltia. No va ser fins al 19 d'octubre de 1847 que va ser acceptat com a membre de la Societat. També, per discrepàncies d'opinió amb el diari Manchester Guardian, va iniciar un moviment per l'establiment del diari Manchester Examiner, el qual va fer la seva primera publicació el 1846.

### Olis
El 1847 Young va centrar els seus estudis a investigar la filtració de petrolis naturals en la mineria de carbó de Riddings, Alfreton, Derbyshire. Des d'allà va destil·lar un primer oli lleuger aprofitable per a les llampares d'oli, obtenint simultàniament un oli més fi, que seria emprat per lubricar maquinària.
El 1848 deixa Tennants i, en associació amb el seu amic i assistent Edward Meldrum, inicià un petit negoci per refinar el cru. El nou oli va ser un èxit, però el subministrament d'olis de l'extracció de carbó aviat va decaure (arribant a esgotar-se el 1851). Young va adonar-se que l'oli gotejava de manera natural del gres del sostre de la mina de carbó. Va pensar que si s'obtenia de l'efecte de la calor sobre les vetes de carbó, havia de ser possible produir-ne artificialment.
Per posar a pràctica la seva idea, va provar molts experiments i va tenir èxit destil·lant carbó d'espores, un tipus de pissarra bituminosa a baixa temperatura. Va obtenir un fluid semblant al petroli que en ser tractat com l'oli filtrat va donar productes similars. Young va descobrir que mitjançant una destil·lació lenta d'aquest carbó podia obtenir una varietat de líquids amb aplicacions útils, un dels quals va anomenar "oli de parafina", ja que al congelar-lo mostrava una textura semblant a la cera de parafina.

## Patents
La producció d'aquests olis i els sòlids pertinents (cera de parafina) del carbó van ser el tema de la seva patent amb data del 17 d'octubre de 1850. El 1850 Young, Meldrum i Edward William Binney van associar-se sota el nom d'E.W. Binney & Co. a Bathgate, West Lothian i E. Meldrum & Co. a Glasgow; van acabar els seus treballs a Bathgate el 1851 i es van convertir en la primera empresa que comercialitzà olis industrials del món, utilitzant olis extrets dels carbons de les mines locals, compostos per carbó boghead, lamosita i el carbó bituminós per fabricar nafta i olis lubricants; parafina per a ús com a combustible i parafina sòlida, que no va ser venuda fins a 1856.
El 1852 Young marxà de Manchester per viure a Escòcia i el mateix any va patentar als Estats Units la producció de l'oli de parafina a partir de la destil·lació del carbó. Ambdues patents (anglesa i americana) van ser confirmades obligant a una sèrie de productors i terratinents a pagar-li els drets.

## L'empresa de la parafina lleugera i l'oli mineral Young

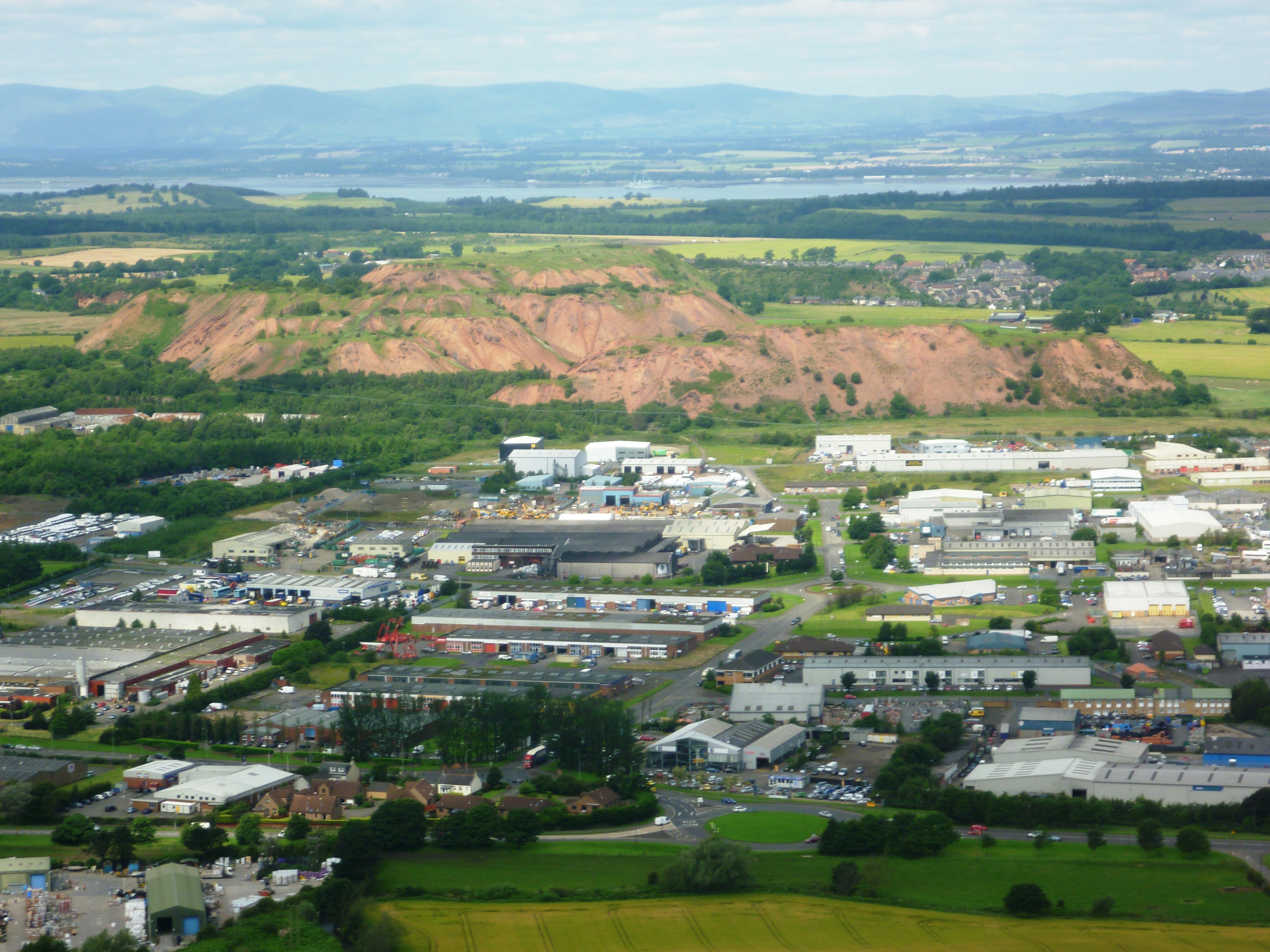
Abocament d'esquist prop de Broxburn, 3 d'un total de 19 a West Lothian

El 1865 Young va comprar la resta del negoci als seus socis i va construir unes segones i molt més grans factories a Addiewell, prop de West Calder, i el 1866 va vendre la propietat a la Companyia de parafines lleugeres i oli mineral. Tot i així, Young va romandre a la companyia, però sense participar activament. En comptes, va retirar-se dels negocis per ocupar-se amb cura de les finques que havia comprat, per navegar, viatjar i activitats de recerca científica. La companyia va seguir creixent i augmentant les seves operacions, venent oli de parafina i llampades de parafina arreu del món i incrementant el seu volum de negoci, creant així el nom de Parafina Young.Altres companyies van treballar amb les llicències de la firma de Young, i la producció de parafines es va estendre per tot el sud d'escòcia.
Quan les reserves de torbanita es van anar esgotant, la companyia es va traslladar a una explotació d'oli d'esquist més pionera de West Lothian, que tot i no ser tant rica en oli com el carbó d'espores ni la torbanita. El 1862 les plantes de destil·lació començaren la producció i als voltants del 1900 ja s'extreia aproximadament més de 2 milions de tones d'esquist anuals, donant feina a més de 4.000 persones.

## Altres treballs
- Young va fer descobriments significatius en cobrir d'antioxidant els vaixells el 1872, que més tard van ser aplicats per la Marina Naval. Adonant-se que l'aigua de la sentina era àcida, va suggerir que es podia emprar Òxid de calci per prevenir la corrosió dels vaixells d'acer.[2]
- Young va treballar amb George Forbes en la velocitat de la llum als voltants del 1880, utilitzant una versió millorada del mètode de Hippolyte Fizeau.[3]

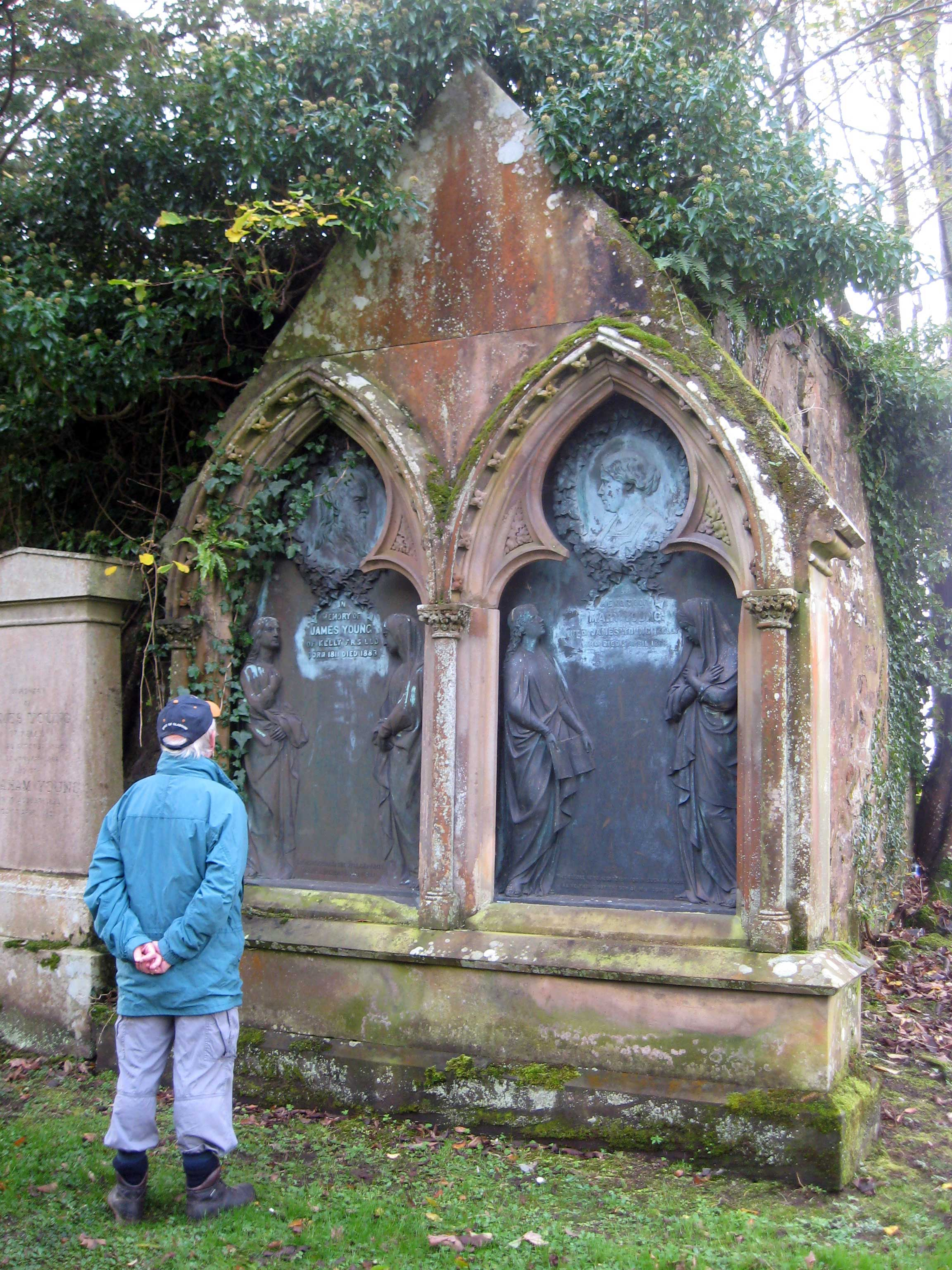
Làpida de James Young i la seva dona Mary situada al jardí del vell Inverkip, al nord del mausoleu dels Shaw-Stewart Baronets.

## Honors
- El 1847 Young va ser elegit per a la Societat filosòfica i literària de Manchester.
- El 1861 va ser elegit Membre de la Societat Reial d'Edinburgh.
- Des del 1868 fins al 1877 va esser president del Andersons College i va fundar la càtedra Young de la química tècnica al College.
- El 1873 Young és elegit Membre de la Societat Reial
- El 1879 va ser guardonat amb l'honorari LI.D de St. Andrews University.
- Des del 1879 fins al 1881 va ser vicepresident de la Societat de Química.

## Retir i mort
Young es va retirar de l'activitat a la companyia l'any 1870, i va morir a l'edat de 71 anys, a la seva ciutat natal, Kelly, prop de Wemyss Bay, el 13 de maig del 1883, deixant a la seva dona Mary, els seus tres fills i les seves quatre filles. va ser enterrat a Inverkip.

## Llegat
- Va eregir estàtues en honor del seu professor Thomas Graham, i el seu company d'estudis i amic David Livingstone, situades respectivament a la plaça George de Glasgow i a la Catedral de Glasgow.
- Des del 1855, James Young va viure a Limefield House, Polbeth. Encara s'hi pot veure avui dia un auró blanc que Livingstone va plantar el 1864. Allà s'hi pot veure una rèplica en miniatura de les cascades Victoria, descobertes per l'explorador a mitjans del segle xix. Va ser construït per Young com a tribut a Livingstone, aprofitant el corrent que creua l'estat.
- Young va mantenir durant tota la seva vida la seva propera amistat amb Livingstone, el qual havia conegut a l'Anderson's College. Va contribuir generosament en les expedicions de Livingstone a l'africa, així com en l'expedició per trobar-lo en vida. Malauradament, no van arribar a temps. També va ajudar a tornar a Anglaterra els servents de Livingstone, i els va presentar una estàtua en el seu honor, erigida a la plaça George de Glasgow.
- En memòria seva, van anomenar James Young High School a Livingston i el James Young Hall de la Universitat de Stratchlyde.
- El 2011 va ésser un dels set inscrits inicials en la inauguració del Saló de la fama d'enginyers d'escòcia.